# 伊夫里大街

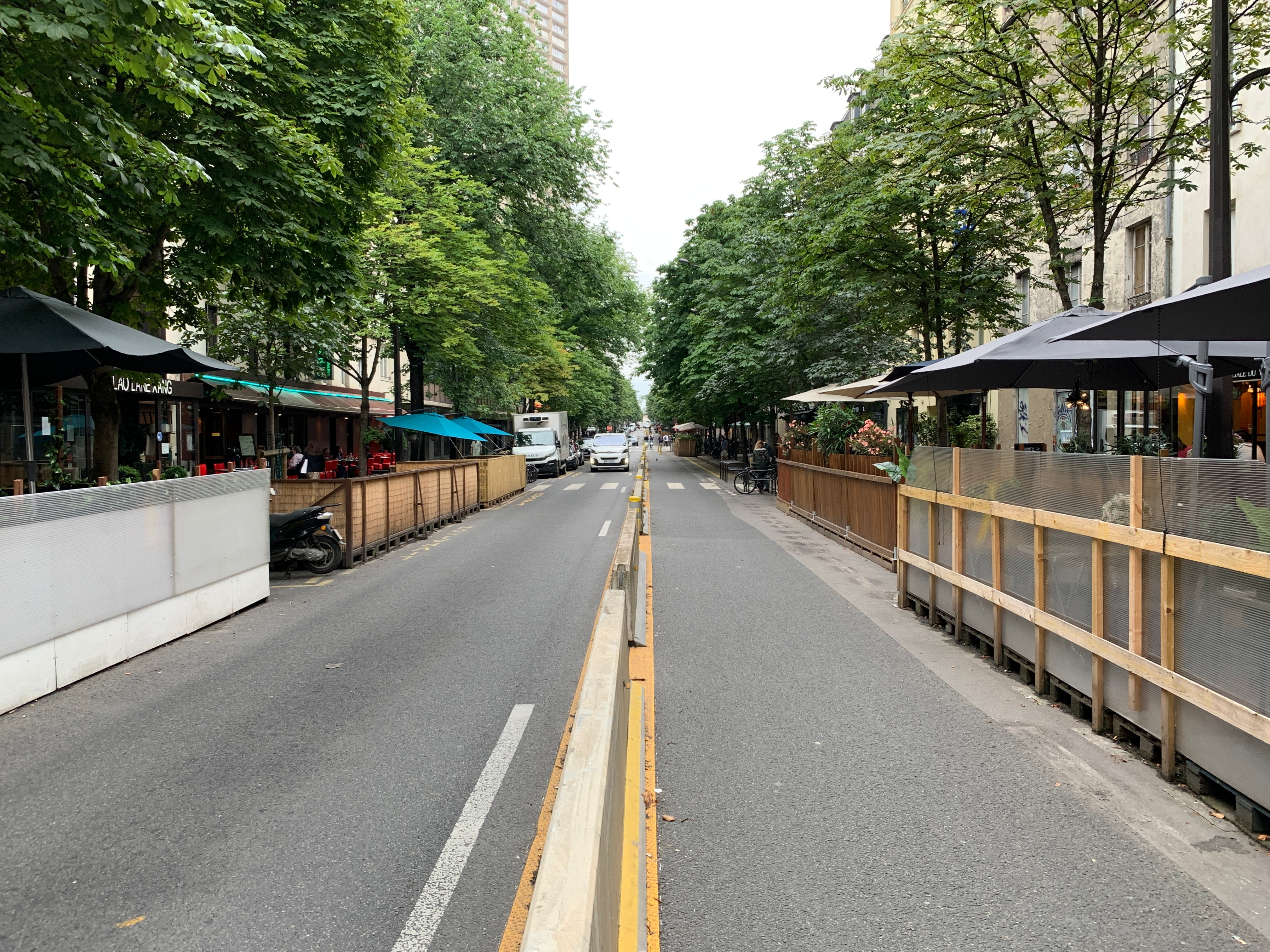
伊夫里大街 (2021年6月)

伊夫里大街（法語：Avenue d’Ivry）是巴黎十三区的一条街道，也是巴黎唐人街的主要街道之一。

## 位置
伊夫里大街始于伊夫里门（porte d'Ivry），止于舒瓦西大街，长791米，宽34米。

## 建筑

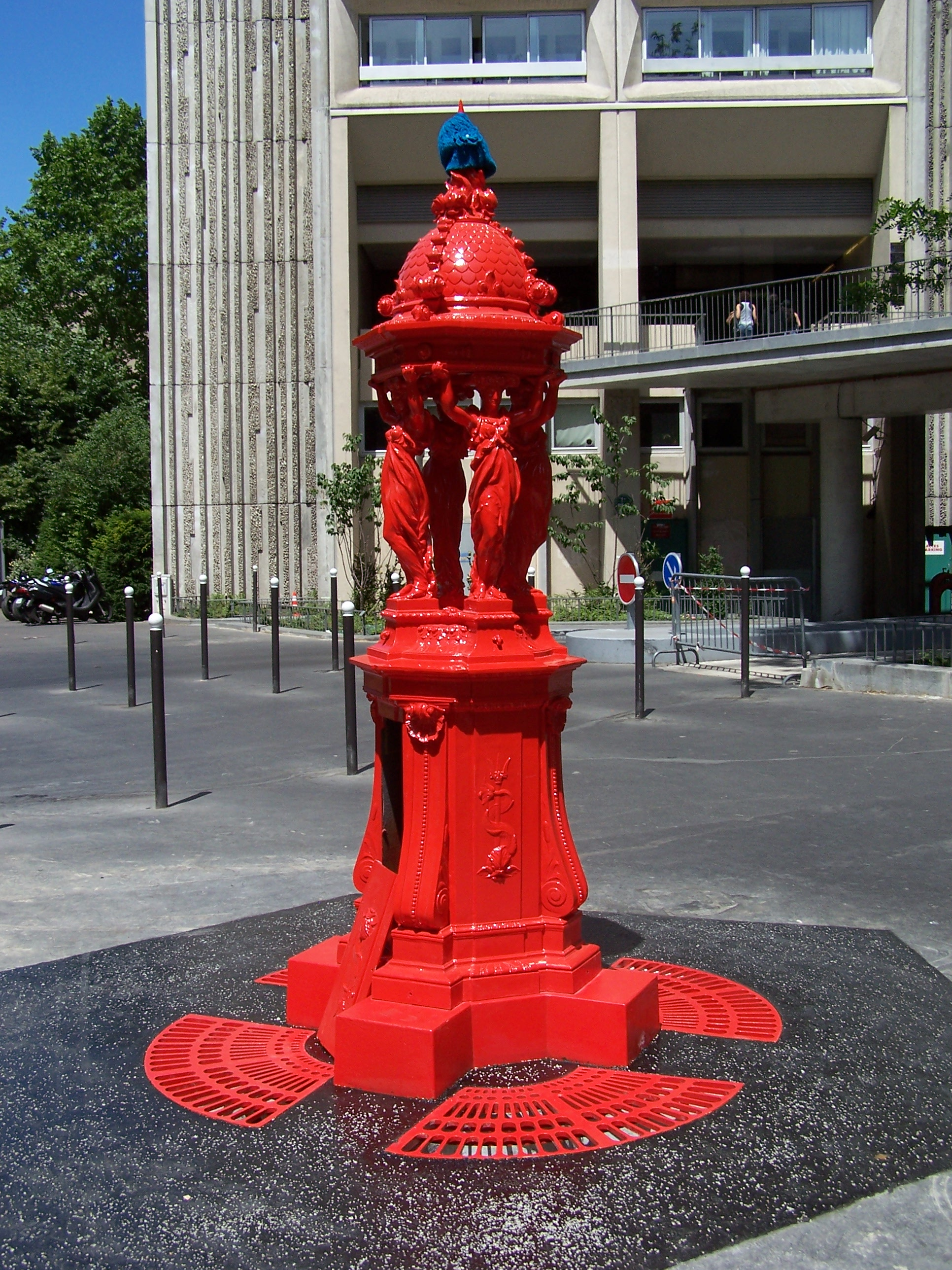
喷泉
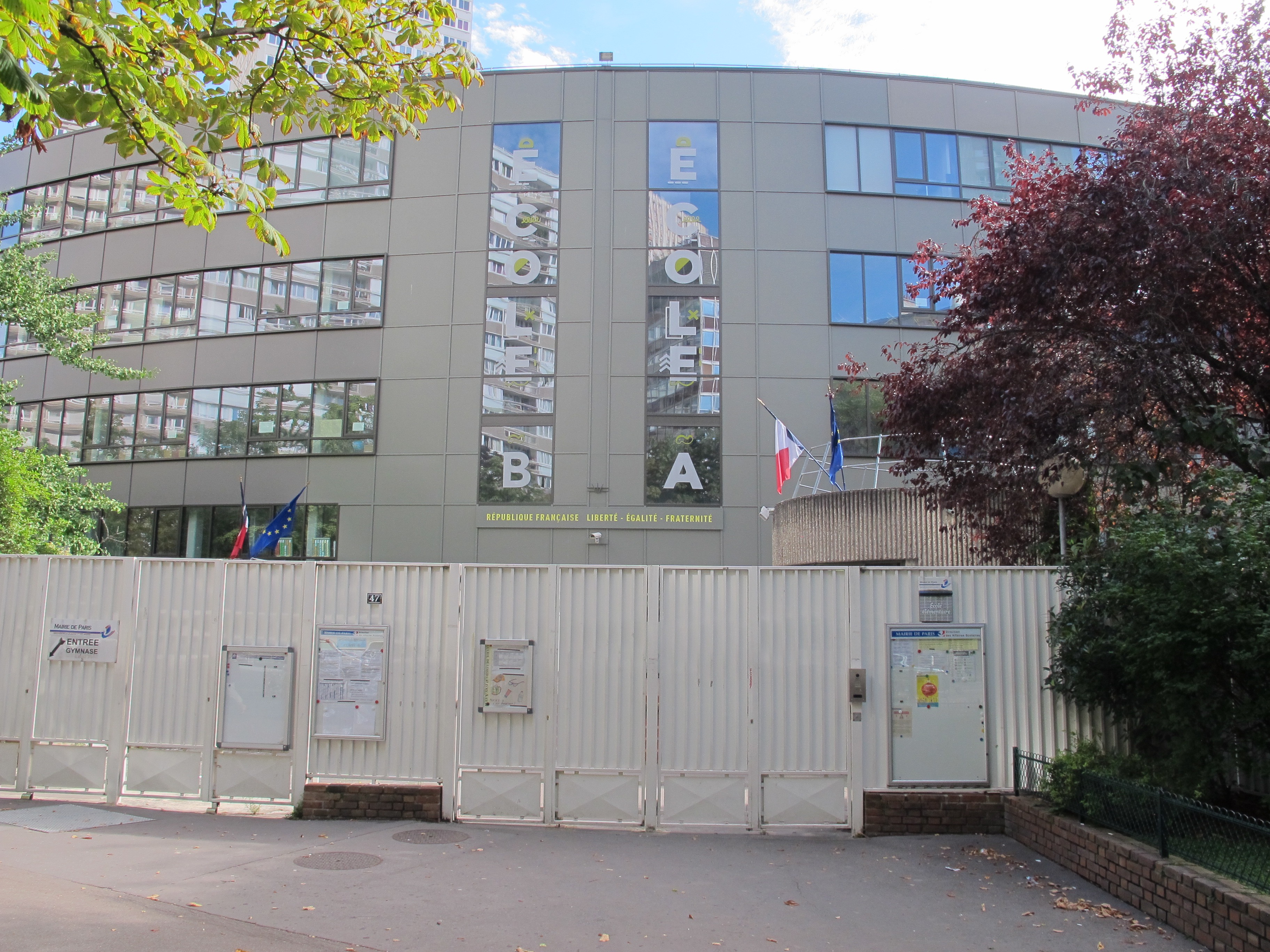
47号
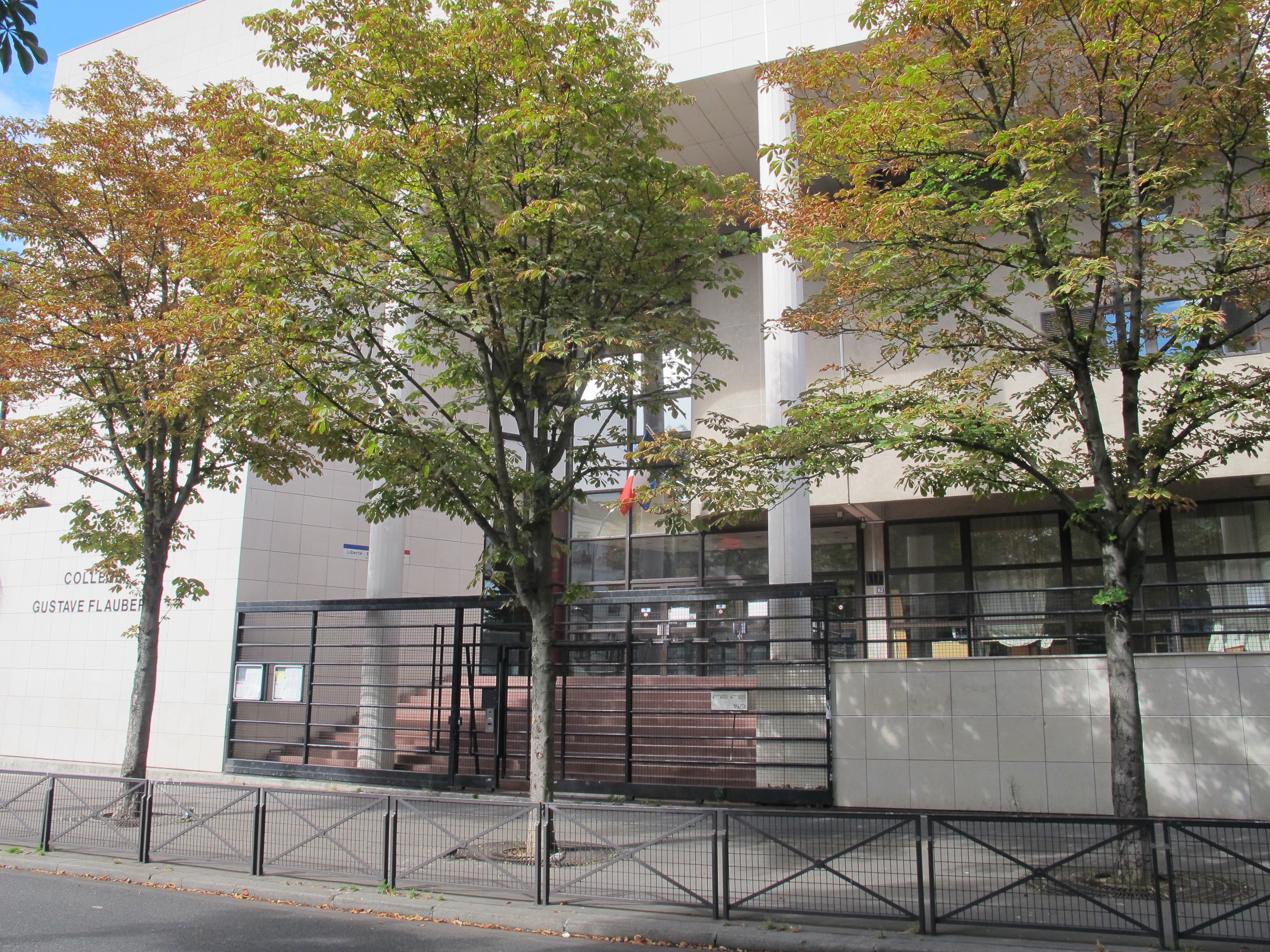
76号

- 红色喷泉